# Henri Despierre
 (décembre 2021).
Pour les articles homonymes, voir Despierre.
Henri Despierre, né le 5 octobre 1835 à Bourg-en-Bresse et mort en 1909, est un architecte français ayant principalement travaillé à Lyon.
Il commence ses études d'architecture chez son père puis chez Chartin à Bourg-en-Bresse. Il travaille ensuite à Lyon chez Feuga dont il devient  associé. Il est l'architecte du Crédit lyonnais de Lyon.
Plusieurs de ses bâtiments sont protégés au titre des monuments historiques  dont l'immeuble construit en 1875 au 23 rue Longue  dans le 1er arrondissement de Lyon, le château de Cornod dans le Jura, « rhabillage » et agrandissement d'un château du XIIIe siècle, ou la villa Jurietti et le Cercle international à Vichy.